# Mairena del Aljarafe

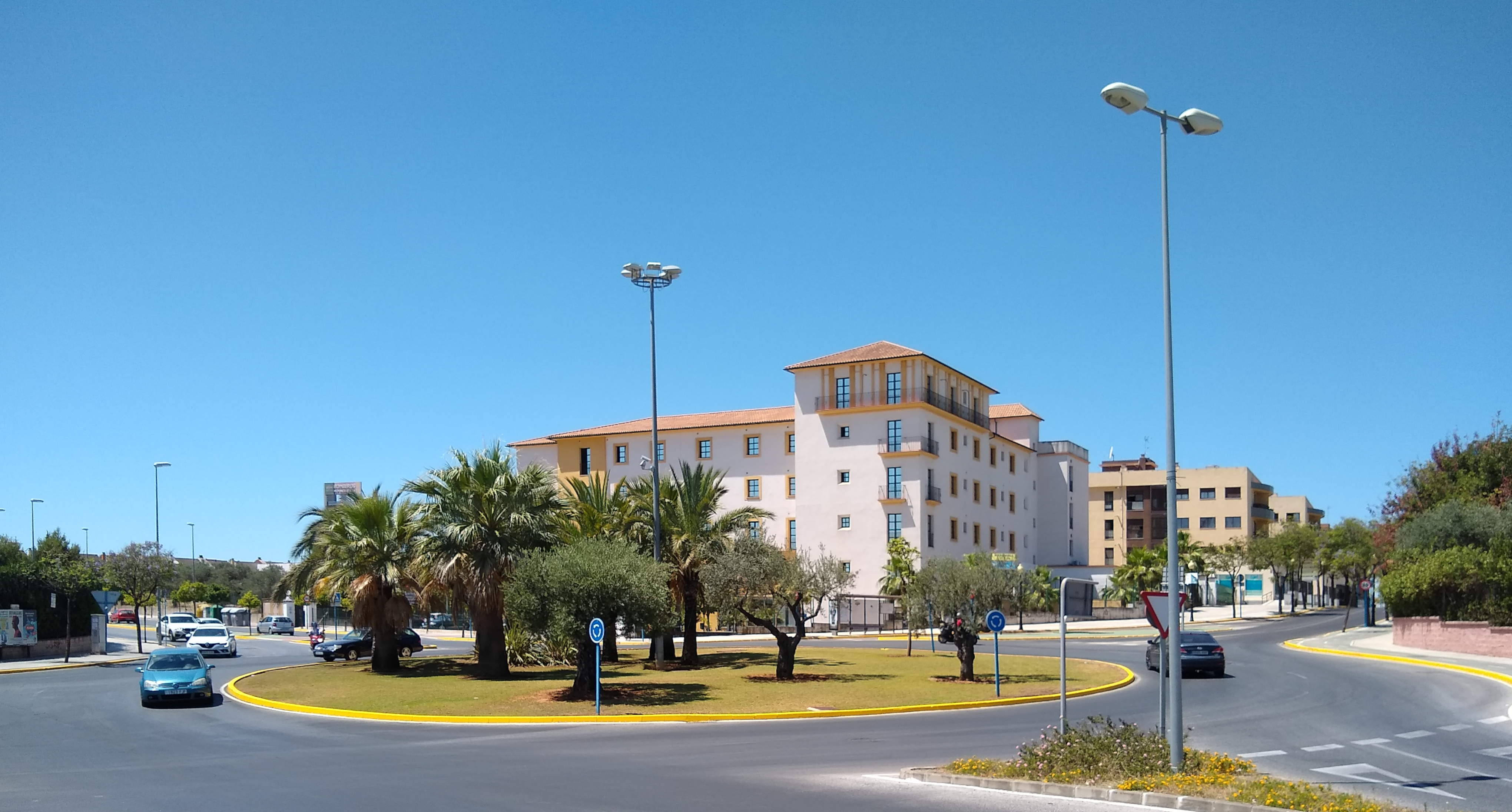
Mairena del Aljarafe (2019)

Mairena del Aljarafe is een gemeente in de Spaanse provincie Sevilla in de regio Andalusië met een oppervlakte van 18 km². In 2007 telde Mairena del Aljarafe 39.389 inwoners.

## Demografische ontwikkeling
Bron: INE; 1857-2011: volkstellingen